# Theil Elejel
Theil Elejel (tiếng Ả Rập: ذيل العجل) là một ngôi làng Syria nằm ở phó huyện Salamiyah thuộc huyện Salamiyah, Hama. Theo Cục Thống kê Trung ương Syria (CBS), Theil Elejel có dân số 528 trong cuộc điều tra dân số năm 2004.